# 더 울버린
더 울버린(영어: The Wolverine)은 2013년 공개된 미국의 슈퍼히어로 영화이다. 크리스토퍼 맥쿼리와 프랭크 밀러의 마블 코믹스의 울버린을 원작으로 한다. 엑스맨 시리즈의 6번째 작품에 해당하지만, 2009년의 영화 《엑스맨 탄생: 울버린》의 직접적인 속편은 아니다. 지난 작품에 이어 휴 잭맨이 주인공을 맡았다. 영화는 1982년에 연재된 크리스 클레어먼트와 프랭크 밀러의 Wolverine을 원작으로 하며, 일본을 무대로 무사와 대립하는 주인공 로건의 모습을 그린다.

## 줄거리
1945년 8월, 로건은 나가사키 근처의 일본군 포로 수용소에 수감되어 있다. 도시의 원자 폭격 당시, 로건은 야시다 이치로라는 장교를 폭발로부터 보호하여 구했다.
현재, 로건은 유콘에서 은둔 생활을 하며, 세상을 구하기 위해 어쩔 수 없이 죽여야 했던 진 그레이의 환영에 시달린다. 그는 현재 기술 자이바쓰의 CEO인 야시다를 대신하여 사람들의 죽음을 예견하는 능력을 가진 유키오라는 뮤턴트에 의해 찾아진다. 암으로 죽어가고 있는 야시다는 로건이 자신에게 생명의 빚을 갚도록 유키오와 함께 일본으로 가기를 원한다. 도쿄에서 로건은 야시다의 아들 신겐과 손녀 마리코를 만난다. 그곳에서 야시다는 로건의 치유 능력을 자신의 몸으로 옮겨 야시다의 생명을 구하고, 로건이 저주로 여기는 그의 거의 불멸의 능력을 덜어주겠다고 제안한다. 친구의 최선의 이익을 위해 행동한다고 믿는 로건은 거절하고 다음날 떠날 준비를 한다. 그날 밤, 야시다의 주치의인 닥터 그린은 로건이 잠든 사이에 그를 독살하지만, 로건은 이를 꿈으로 치부한다.
다음날 아침, 유키오는 로건에게 야시다가 사망했다고 알린다. 장례식에서 야쿠자는 마리코를 납치하려 하지만, 로건과 마리코는 함께 도쿄의 도심으로 탈출한다. 로건은 총에 맞고 그의 상처는 예상보다 빨리 치유되지 않는다. 고속 열차에서 더 많은 야쿠자를 물리친 후, 로건과 마리코는 지역 러브 호텔에 숨는다. 한편, 야시다의 보디가드 하라다는 닥터 그린을 만나는데, 그녀는 그에게 뮤턴트 능력을 보여준 후 로건과 마리코를 찾아달라고 요구한다. 로건과 마리코는 나가사키에 있는 야시다의 집으로 여행하고, 두 사람은 사랑에 빠진다. 한편, 유키오는 로건이 죽는 환영을 보고 그에게 경고하러 간다. 유키오가 도착하기 전에 마리코는 야쿠자에게 붙잡힌다. 납치범 중 한 명을 심문한 후, 로건과 유키오는 마리코의 약혼자이자 부패한 법무대신 노부로 모리와 대면한다. 모리는 이치로가 회사의 통제권을 신겐이 아닌 마리코에게 넘겼기 때문에 신겐과 공모하여 야쿠자에게 마리코를 납치하게 했다고 고백한다.
마리코는 야시다의 저택에서 신겐에게 끌려가고, 하라다가 이끄는 닌자들이 공격하여 그녀를 데려간다. 로건과 유키오는 나중에 도착하여 야시다의 엑스레이 기계를 사용하여 로건의 심장에 로봇 기생충이 붙어 있어 그의 치유 능력을 억제하고 있음을 발견한다. 로건은 자신을 찢고 장치를 제거한다. 수술 중 신겐이 공격하지만, 유키오가 로건이 회복하고 그를 죽일 만큼 충분히 오랫동안 그를 막아낸다. 로건은 마리코의 흔적을 따라 야시다의 고향 마을로 가고, 그곳에서 하라다의 닌자들에게 붙잡힌다. 로건은 닥터 그린에 의해 기계에 갇히고, 그녀는 자신의 치유 인자를 추출할 계획을 밝히고 그에게 실버 사무라이를 소개한다. 실버 사무라이는 아다만티움으로 만들어진 활성화된 가타나를 가진 전자기식 일본 갑옷이다. 마리코는 자신이 마리코의 이익을 위해 행동한다고 믿는 하라다로부터 탈출하고 로건을 기계에서 풀어준다. 하라다는 자신의 잘못을 깨닫고 로건이 탈출하는 것을 돕다가 실버 사무라이에게 살해당한다.
한편, 유키오는 도착하여 닥터 그린을 죽인다. 로건이 실버 사무라이와 싸울 때, 실버 사무라이는 로건의 아다만티움 발톱을 절단하고 그의 치유 능력을 추출하기 시작하며, 자신이 죽음을 위장했던 야시다임을 드러낸다. 야시다는 젊음을 되찾지만, 마리코가 개입하여 로건의 절단된 발톱으로 야시다를 찌른다. 로건은 뼈 발톱을 재생하고 야시다를 죽인다. 로건은 쓰러지고 진의 마지막 환영을 보며, 그곳에서 마침내 그녀를 떠나보내기로 결심한다. 마리코는 야시다 산업의 CEO가 되고 로건이 일본을 떠날 준비를 할 때 작별 인사를 한다. 유키오는 로건의 보디가드로서 그의 곁에 있겠다고 맹세하고, 그들은 알려지지 않은 곳으로 떠난다.
엔딩 크레딧 중간 장면에서, 로건은 2년 후 미국으로 돌아오고 공항에서 찰스 자비에와 에릭 렌셔에게 접근하는데, 그들은 그에게 인간들이 뮤턴트 종족의 종말을 가져올 무기를 만들고 있다고 경고한다.

## 배역
- 휴 잭맨 - 로건 / 울버린
- 후쿠시마 리라 - 유키오
- 오카모토 타오 - 야시다 마리코
- 사나다 히로유키 - 야시다 신겐
- 할 야마노우치 - 야시다 이치로
- 윌 윤 리 - 하라다 케누이치오
- 브라이언 티 - 모리 노부로
- 스베틀라나 홋첸코바 - 바이퍼 (Viper)
- 팜커 얀선 - 진 그레이
- 야마무라 켄 - 젊은 야시다